# Eclipse Theia
Eclipse Theiaは、デスクトップおよびウェブアプリケーション向けのフリーでオープンソースの統合開発環境（IDE）フレームワークである。Visual Studio Codeを元にTypeScriptで実装されており、拡張性の高さが特徴である。

## 歴史
TheiaはTypeFoxとEricssonが開発し、Red Hat、IBM、Google、Arm Holdingsからの追加のコントリビューションを受けた。最初に公開されたのは2017年3月である。2018年5月にTheiaはEclipse Foundationのプロジェクトになった。

## 機能
TheiaはLanguage Server Protocol（LSP）をビルトインしているため、さまざまなプログラミング言語をサポートしている。デスクトップアプリケーション、ウェブアプリケーション、またはフロントエンド・バックエンドを分離したハイブリッドアプリケーションとして利用できる。Theiaのすべての機能は拡張機能（extensions）として実装されているため、サードパーティの開発者はTheiaの機能をアプリケーションのデフォルトコンポーネントと同じAPIを使って修正することができるようになっている。Theiaのレイアウトは、ドラッグ可能なdockから構成される。
TheiaはEclipse Public License 2.0（EPL2）でライセンスされたフリーかつオープンソースのソフトウェアプロジェクトで、Eclipse Foundationの元で開発が行われている。

## 用途
Eclipse CheはEclipse TheiaをデフォルトのIDEとして使用していた時期がある。しかしながら同バージョン 7.64.0 で Theia のサポートは削除された。削除後も Eclipse Che で Theia を IDE として使うためのサードパーティの試みは存在している。
2018年9月には、TheiaをベースにしたオンラインIDEのGitpodがリリースされた。

## 評価
2019年1月、コーディングに関するウェブサイトJAXenterは、GitHubのメトリクスを元に、Visual Studio CodeおよびAtomに次いで3番目に人気のあるJavaScriptのIDEであると評価した。